# Sally en Anne
Sally en Anne zijn twee poppen die de hoofdrol spelen in een neuropsychologisch experiment dat is ontworpen door de onderzoekers Wimmer en Perner. De test werd uitgevoerd bij kinderen met als doel om te onderzoeken in hoeverre kinderen zich in de gedachten van anderen kunnen verplaatsen. Onderzoekster Uta Frith heeft later hetzelfde experiment met levende acteurs uitgevoerd en kwam tot hetzelfde resultaat.
Aan het begin van de test bevinden Sally en Anne zich op een tafel waarop zich ook een knikker, een mandje met een afsluitend doekje en een doosje bevinden. De onderzoeker laat het kind zien dat Sally het initiatief neemt om de knikker te pakken, in een mandje te leggen en het mandje af te sluiten met het doekje. Vervolgens verlaat Sally het toneel.
Als Sally weg is, haalt Anne de knikker uit het mandje, legt die in het doosje en sluit het doosje. Ook het doekje wordt weer over het mandje gelegd, zodat de inhoud niet te zien is. Als dit gebeurd is, keert Sally terug en wil de knikker weer pakken.
Op dit moment vraagt de onderzoeker aan het kind waar Sally de knikker gaat zoeken. De bedoeling is dat het kind zich verplaatst in de gedachtegang van Sally en dus het mandje als antwoord geeft, omdat Sally niet heeft kunnen zien dat Anne de knikker in het doosje heeft verstopt. De onderzoeker zal dus concluderen dat het kind inlevingsvermogen heeft als het kind 'het mandje' antwoordt.
Uit de onderzoeken is gebleken dat de meeste kinderen van vier jaar nog vaak het doosje als antwoord geven (en zich dus niet in Sally kunnen verplaatsen), maar bij een aantal blijkt het inlevingsvermogen zich al ontwikkeld te hebben. Op zesjarige leeftijd blijken kinderen allemaal over het vermogen te beschikken. De resultaten bleken echter af te wijken voor kinderen met autisme. De test werd door Uta Frith uitgevoerd bij een groep elfjarige autistische kinderen (gemiddeld IQ 82) met als controlegroep een groep even oude kinderen met het syndroom van Down (gemiddeld IQ 64). De meeste kinderen uit de autistische groep bleken zich niet in het perspectief van Sally te kunnen verplaatsen en dachten dat zij in het doosje zou gaan zoeken. De Down-kinderen verwachtten echter in meerderheid dat Sally in het mandje zou gaan zoeken.